# Amora (iudaism)
”Amorá, la plural - Amoraím (aramaică אמורא=  tălmaci, interpret  , la plural אמוראים -  înrudit cu amar - „a spune” în limba ebraică) „Tălmacii” sau  „purtătorii cuvântului”  sunt învățați evrei ai Talmudului care în perioada dintre anii 200 și 500 e.n. au răspândit  așa numita Lege ori Învățătură (Tora) orală (Torá she b'al pè) a religiei iudaice . Ei au activat în regiunea Babilonului sub stăpânirea persană sasanidă și în Palestina (Țara Israelului) sub dominație romană și bizantină. Discuțiile și disputele lor au fost ulterior codificate în Talmud sau Ghemara, unul din cele mai vaste cărți ale antichității târzii. În cronologia succesiunii învățaților evrei din vechime Amoraimii au urmat Tanaimilor. Tanaimii erau transmițătorii direcți ai tradițiilor iudaice nescrise, până la încheierea așternerii lor în scris în cărțile Mishnei, iar Amoraimii le-au comentat, extins și reformulat până la încheierea redactării cărților Ghemarei cuprinse în Talmudul babilonean și în Talmudul palestinian (numit în original-  ierusalimic). Contribuțiile lor sunt reflectate și în tractate numite Agadá. 
A

## Numele
Amorá se numea la origine, în limba aramaică, persoana care explica sau traducea în școlile religioase iudaice numite Beit Midrash  sau la lecturile publice ale Scripturii lunea și joia, predicile rostite de învățații evrei (hahamim), servind ca un fel de „megafon” uman al acestora.  În Palestina ei traduceau din ebraică mișnaică a învățatilor în aramaica vorbită de popor. Cu timpul, Amora a devenit denumirea care îi desemna pe învățații talmudici înșiși care au trăit și activat după terminarea redactării Mishnei și s-au distins prin explicarea și comentarea Mishnei ceea ce a dus la redactarea Talmudului sau Ghemarei.  Amoraimii au comentat și scrieri ale tanaimilor care au rămas în afara Mishnei, precum Baraita - incluzând Tosefta și Midrashim halahici. Amoraimii târzii au comentat și scrieri ale unor amoraimi anteriori.
Autoritatea  amoraimilor este considerată inferioară față de cea a tanaimilor care i-au precedat.

## Istoria
Amoraimii au activat în două focare ale învățăturii religioase, colectivitățile evreiești din Palestina și Babilonia. Avându-se în vedere marile diferențe dintre ele, amoraimii se împart în Amoraim din Babilonia și Amoraim din Palestina (Eretz Israel)
În Palestina  principalele centre de învățătură iudaică se aflau la Tiberias (Tveria) și Cezareea (Keysaria). 
Centrele corespunzătoare din Babilonia erau ieșivele din Sura și Nehardea, iar după distrugerea acesteia din urmă, ieșiva din Pumbedita, care i-a luat locul. Amoraimii evrei, babilonieni și palestinieni, au menținut legătura între ei și s-au ajutat unii pe alții în disputele în jurul legislației iudaice. Unii din amoraim, numiți Nehutai, au peregrinat dintr-una din regiuni în cealaltă. 
Palestina  era în acele vremuri sub stăpânirea Imperiului Bizantin de religie creștină, care era ostil evreilor și de aceea, centrele de studii religioase ale acestora au suferit  persecuții din partea autorităților. Evreii din Babilonia se aflau sub stăpânirea Imperiului Persiei Sasanide care era relativ mai tolerant și studiile iudaice s-au desfășurat la ei în condiții mai prielnice și aveau un caracter public. Ieșivele din Babilonia s-au distins prin dispute caracterizate de stilul de argumentație cazuistic iudaic, numit pilpul și s-au concentrat pe chestiuni mai complicate și profunde. În ieșivele palestiniene a dominat o metodă de studiu mai simplă care aspira spre formularea de sentințe cu caracter de lege.(halacha)

## Epoca amoraimilor
Cei dintâi amoraim babiloneni au fost Abba Arika, și partenerul său de dezbateri, Shmuel din Nehardea, În Palestina (Eretz Israel) cei dintâi amoraim au fost Yohanan bar Napaha și Shimon ben Lakish. 
In mod tradițional a cuprins epoca amoraimilor șapte-opt generații. Ultimii amoraim,au fost Ravina I , 
Rav Ashi și Ravina II, nepotul lui Ravina I, care a codificat Talmudul babilonian în jurul anului 500  e.n. În total sunt cunoscute din Talmudul babilonian și cel palestinian numele a 761 amoraim, din care 367 au activat în Țara Israelului, în anii 200-350, iar ceilalți 394 au trăit în Babilonia în anii 200-500.

## Amoraim proeminenți (selecție)

### Prima generație (aprox. 230-250 e.n.)
- Abba Arika  (d. 247),cunoscut și ca Rav, ultimul Tanna și cel dintâi Amora, discipol al lui Yehuda Hanassi. S-a transferat din Palestina în Babilonia prin anul 219. A fondat și a condus ieșiva din Sura.
- Shmuel din Nehardea  (d.254) , elev, între altele al ucenicilor lui Yehuda Hanassi, a condus ieșiva din Nehardea. El a propovăduit comunităților  evreiești adaptarea la legile statului, un modus vivendi formulat în arameică prin propoziția „Dina demalkhuta - dina”.(Legea regatului este lege)
- Yehoshua ben Levi (inc. sec. al III-lea), a condus școala din Lod, în Palestina.
- Bar Kappara

### A Doua generație de Amoraim (ca.250–290 e.n.)
- Rav Huna  (d. 297), elev al lui Rav (Abba Arika) și al lui Shmuel din Nehardea, conducător al ieșivei din Sura
- Yehuda ben Yehezkel, cunoscut ca Rav Yehuda (d.299), discipol al lui Rav si al lui Shmuel, conducător al ieșivei din Pumbedita.
- Adda bar Ahava (sec, III-IV), discipol al lui Rav
- Hillel, fiul lui Gamliel al III-lea, înc. sec III), elev și nepot al lui Yehuda Hanassi, și fratele mai mic al lui Yehuda al II-lea
- Yehuda al Doilea (înc. sec. III) , elev și nepot al lui Yehuda Hanassi, fiu și succesor al lui Rabbi Gamliel al III-lea în funcția de Nassi, uneori denumit Rabbi Yehuda Nessia, și alteori Rabbi, ca și bunicul său,
- Shimon ben Lakish cunoscut ca Resh Lakish , (d. finele sec. III), elev al lui Rabbi Yohanan din Galileea, al lui Rabbi Yannay și al altora, coleg al lui Rabbi Yohanan bar Nafkha
- Yohanan bar Nafkha sau Rabbi Yohanan  (d. 279 sau 289), elevul lui Yehuda Hanassi și al lui Rabbi  Yannay, a condus ieșiva din Tverya (Tiberias) , și a fost cel dintâi autor al Talmudului palestinian.
- Samuel ben Nahman
- Shila din Kfar Tamarta
- Rabbi Itzhak fierarul sau Itzhak Napakha
- Anani ben Sason